# ピチャイ郡
座標: 北緯17度17分13秒 東経100度5分15秒 / 北緯17.28694度 東経100.08750度
ピチャイ郡（ピチャイぐん）はタイ北部・ウッタラディット県にある郡（アムプー）である。

## 名称
ピチャイとは勝利という意味である。

## 歴史
『アユタヤ王朝年代記（ルワン・プラスート本）』によれば1490/1年に城壁が建設されたとしている。これは当時、チエンマイのティローカラートとアユタヤのボーロマトライローカナートが領土争いをしており、アユタヤ側が防衛上の理由で建てたものと考えられている。その後ナレースワン王の治世にサワンカロークと共にアユタヤに反旗を翻したが制圧された。
プラヤー・ピチャイダープハックのふるさととして知られ、トンブリー王朝時代はタークシン王に帰順した。その後、チャクリー王朝のラーマ3世はここをプレー、ナーン、ヴィエンチャンなどに対する前哨として用いられ、軍事都市の様相を見せた。しかし、ラーマ5世（チュラーロンコーン）によって1887にウッタラディットが建設されると相対的に都市としての地位が低くなり、1899年県庁所在地がウッタラディットに移動し、ピチャイは地方都市となった。また行政区分としてはピチャイはムアンピチャイ郡と呼ばれていたが、ムアンが県庁所在地を思わせるため、1938年、ピチャイ郡と改称された。

## 地理
ナーン川の形成した平地にあり郡内には、東部を除き山地がない。交通は国道11号線が南北に通っており、ウッタラディット、ピッサヌローク、スコータイの中間に存在する。鉄道はサワンカロークへの分岐点になっている。

## 産業
郡内の主要な産業は農業で、主要な産物は米である。

## 行政区分
郡内には11のタムボンが存在し、その下位に97の村（ムーバーン）が存在する。自治体（テーサバーン）が置かれており、テーサバーンタムボン・ターサックとテーサバーンタムボン・ナイムアンがある。郡内には11のタムボン行政体が設置されている。
1. タムボン・ナイムアン・・・ตำบลในเมือง
2. タムボン・バーンダーラー・・・ตำบลบ้านดารา
3. タムボン・ライオーイ・・・ตำบลไร่อ้อย
4. タムボン・ターサック・・・ตำบลท่าสัก
5. タムボン・コールム・・・ตำบลคอรุม
6. タムボン・バーンモー・・・ตำบลบ้านหม้อ
7. タムボン・ターマプアン・・・ตำบลท่ามะเฟือง
8. タムボン・バーンコーン・・・ตำบลบ้านโคน
9. タムボン・パヤーメーン・・・ตำบลพญาแมน
10. タムボン・ナーイン・・・ตำบลนาอิน
11. タムボン・ナーイヤーン・・・ตำบลนายาง

## 注脚
1. ↑  พระราชพงศาวดารกรุงเก่า ฉบับหลวงประเสริฐอักษรนิติ์ Archived 2013年5月12日, at the Wayback Machine. - アユタヤ王朝年代記ルワン・プラスート本
2. ↑  ประวัติความเป็นมาจังหวัดอุตรดิตถ์ - http://www.uttaradit.go.th/
3. ↑  “พระราชกฤษฎีกาเปลี่ยนนามจังหวัด และอำเภอบางแห่ง พุทธศักราช ๒๔๘๑” (Thai). ราชกิจจานุเบกษา 55 (0 ก):  658. (14 พ.ย. 2481).